# Washington (football, 10 avril 1975)
Pour les articles homonymes, voir Washington.
Washington Luiz Pereira dos Santos plus communément appelé Washington est un footballeur brésilien né le 10 avril 1975. Il est attaquant.